# Treason (Fernsehserie)
Treason ist eine britische Spionage-Thriller-Miniserie, die von Matt Charman kreiert und geschrieben wurde. Die Serie wurde am 26. Dezember 2022 weltweit auf Netflix veröffentlicht.

## Inhalt
Die Serie dreht sich um Adam Lawrence, einen aufstrebenden Agenten des britischen Auslandsgeheimdienstes MI6, dessen Leben auf den Kopf gestellt wird, als sein Mentor und aktueller Chef durch eine mutmaßliche Vergiftung außer Gefecht gesetzt wird. Adam wird über Nacht zum neuen MI6-Chef befördert. Doch seine Vergangenheit, insbesondere seine Verbindungen zur russischen Spionin Kara, drohen, ihn einzuholen.

## Produktion
Treason wurde von Matt Charman konzipiert. Die Dreharbeiten fanden größtenteils in London statt. Die Serie wurde von Louise Hooper und Sarah O’Gorman inszeniert. Die Musik komponierte David Buckley. Die Serie wurde am 26. Dezember 2022 auf der Streaming-Plattform Netflix veröffentlicht.

## Besetzung und Synchronisation
Die deutschsprachige Synchronisation entstand nach die Dialogbücher von Boris Tessmann und Dirk Hartung sowie unter der Dialogregie von Boris Tessmann durch die Synchronfirma Interopa Film GmbH.
| Rolle               | Schauspieler     | Synchronsprecher   |
| ------------------- | ---------------- | ------------------ |
| Adam Lawrence       | Charlie Cox      | Tim Knauer         |
| Kara Yerzov         | Olga Kurylenko   | Natascha Geisler   |
| Sir Martin Angelis  | Ciarán Hinds     | Oliver Stritzel    |
| Audrey Gratz        | Alex Kingston    | Susanne von Medvey |
| Callum Lawrence     | Samuel Leakey    | Nick Kanty         |
| Dede Alexander      | Tracy Ifeachor   | Anja Stadlober     |
| Ella Lawrence       | Beau Gadsdon     | Saskia Glück       |
| Maddy Lawrence      | Oona Chaplin     | Anke Kortemeier    |
| Kit Harper          | Syrus Lowe       | Nick Forsberg      |
| Lord Anton Melnikov | Danila Kozlovsky | Boris Tessmann     |